# Municipio de Franklin (condado de Carbon)
El municipio de Franklin (en inglés: Franklin Township) es un municipio ubicado en el condado de Carbon en el estado estadounidense de Pensilvania. En el año 2000 tenía una población de 4.243 habitantes y una densidad poblacional de 112.5 personas por km².

## Geografía
El municipio de Franklin se encuentra ubicado en las coordenadas 40°51′00″N 75°39′59″O / 40.85000, -75.66639.

## Demografía
Según la Oficina del Censo en 2000 los ingresos medios por hogar en la localidad eran de $43,106 y los ingresos medios por familia eran $50,323. Los hombres tenían unos ingresos medios de $34,801 frente a los $24,429 para las mujeres. La renta per cápita para la localidad era de $19,166. Alrededor del 4,3% de la población estaban por debajo del umbral de pobreza.